# Perruquer

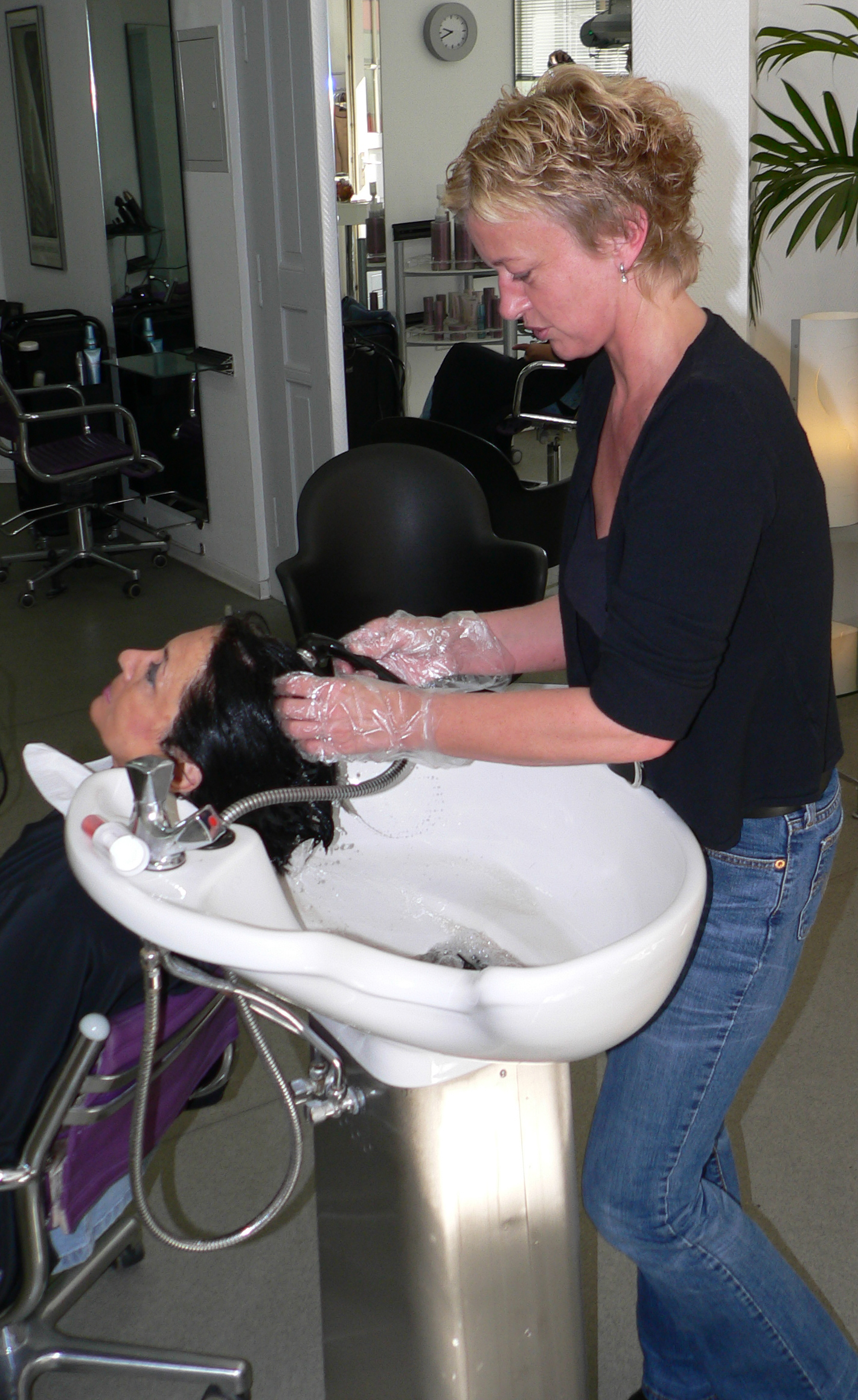
Operació de rentatge

Un perruquer o peluquer o més tradicionalment barber (per a homes) i pentinadora (per a dones) és la persona que té per professió l'arranjament dels cabells de les persones incloent-hi operacions com rentatge o rentada, tall, pentinat, tenyit, etc. Els perruquers estan generalment especialitzats en el tractament dels cabells d'un gènere específic, masculí o femení, encara que cada vegada abunden més els establiments unisex dedicats indistintament a persones de qualsevol sexe. En el cas de les barberies el barber s'ocupa de l'arranjament de la barba i bigoti.

## Història

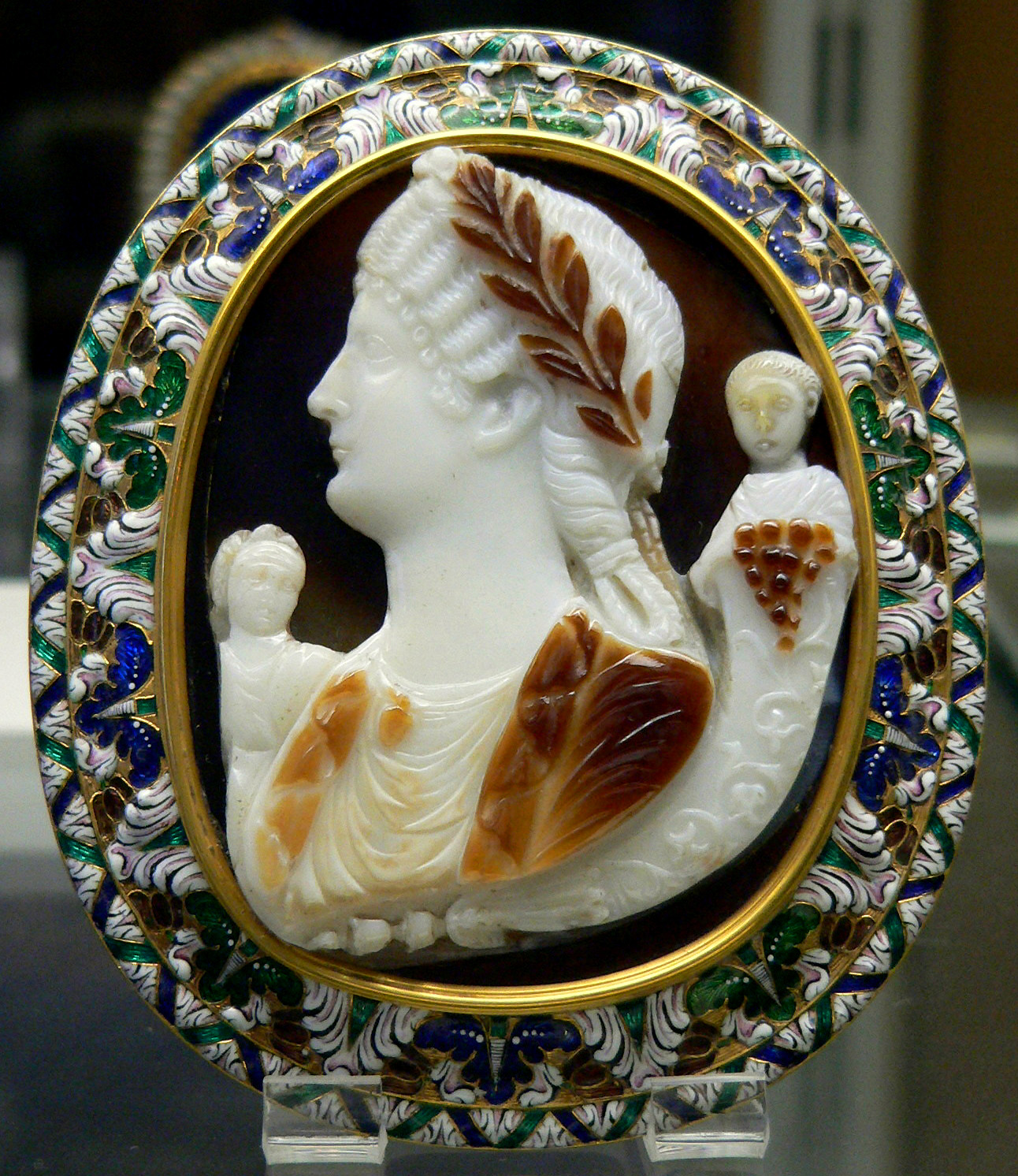
El pèl arrissat de Mesalina

La referència més antiga que es té sobre l'existència de cures cosmètiques als cabells ens remet a Egipte, on es van començar a realitzar els canvis més significatius pel que fa a la cosmètica capil·lar. En aquesta nació tan grandiosa culturalment, el poble -com ocorria en molts altres- es pelava el cap, encara que no així els sacerdots i els membres de l'elit governant, que es dedicava a cuidar el seu cabell jugant amb diferents pentinats i tonalitats. Les perruques també van tenir el seu auge, i predominaven les tradicionals de pèl llis, amb serrell, tallat molt igualat i d'una llargària que arribava a les espatlles. Però una altra gran aportació dels egipcis va ser en el que respecte a la coloració, ja que van descobrir la utilitat de la henna, que els va permetre obtenir colors vermellosos i caobes.

## Activitat
En un saló de perruqueria el perruquer realitza les següents activitats: 
- Rentatge o rentada de cap.
- Aplicació de tractaments sobre els cabells, com ara xampús de diferents tipus, locions o fixadors.
- Eixugada dels cabells utilitzant assecador de mà o de casc.
- Tall dels cabells utilitzant diferents tipus de tisora, navalles o maquineta de cabell.
- Modelatge dels cabells utilitzant instruments com ara pinces, corró, pinces i assecador.
- Pentinada dels cabells segons l'estil sol·licitat pel client utilitzant diferents tipus de pinta i raspall així com alguns dels instruments esmentats anteriorment.
- Tenyiment dels cabells.

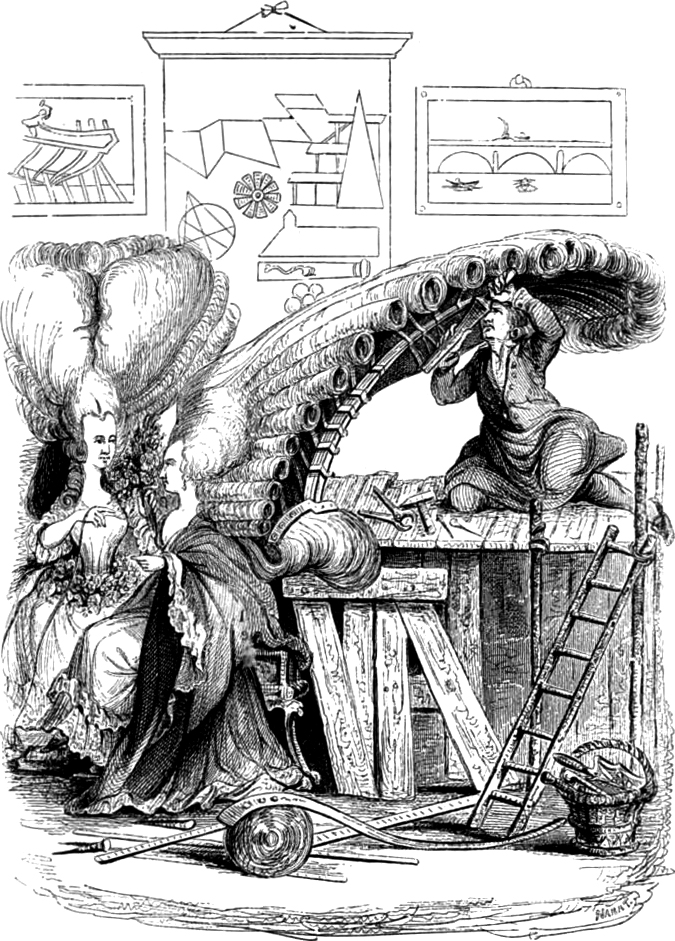
Una caricatura d'un perruquer francès a l'Acadèmia de perruqueria, treballant en un pentinat a la moda de l'època, al.

A l'arribada del client el perruquer ha de demanar quins tractaments desitja rebre i quin tipus de pentinat desitja. A partir de llavors, ha de decidir les accions necessàries per a obtenir el resultat demanat.

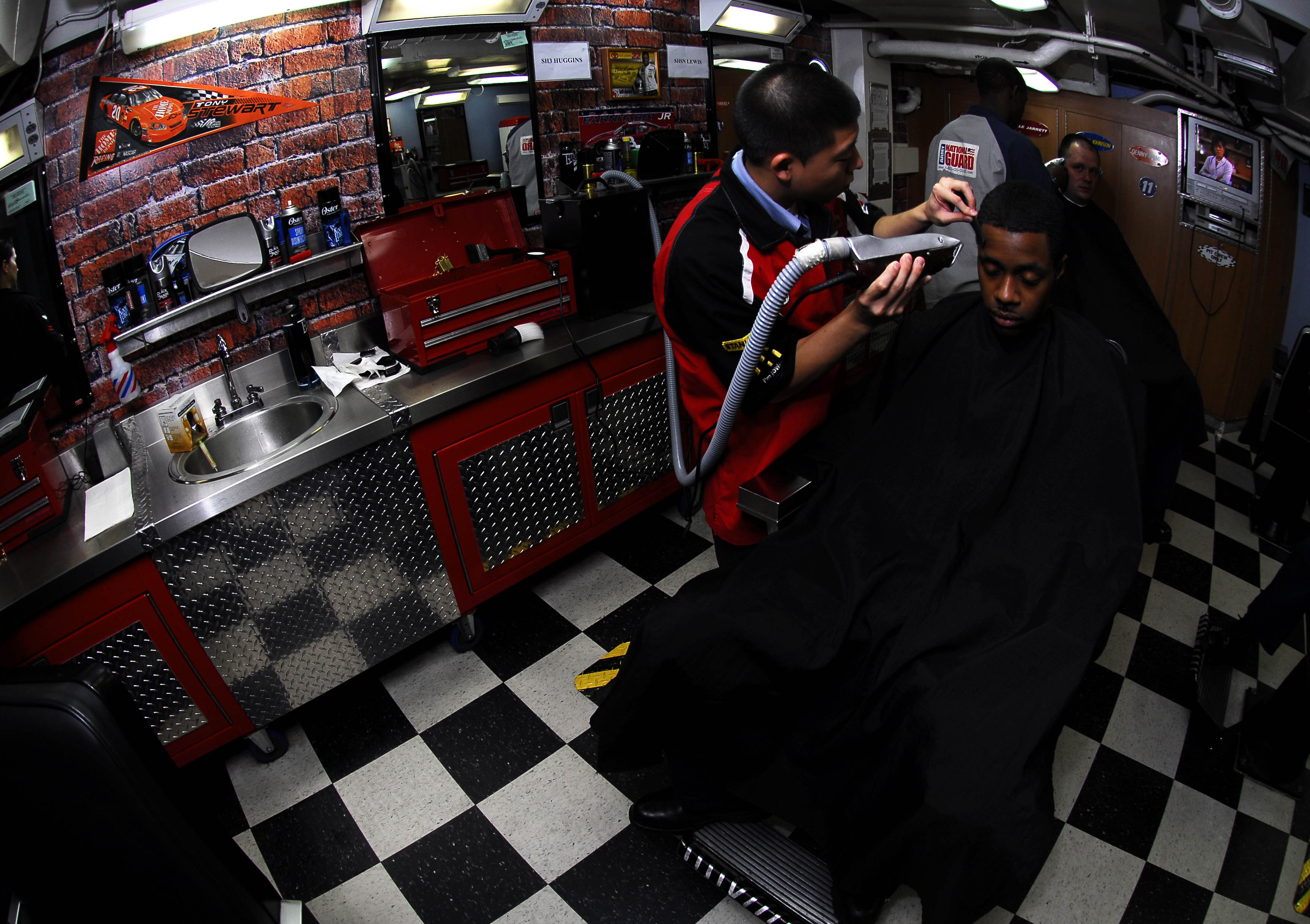
Assecatge dels cabells

 El peluquer ha de conèixer els diferents tipus de cabell i actuar sobre aquests utilitzant els productes i tècniques idonis. En l'operació de rentatge triarà el xampú més adequat al client i l'aconsellarà sobre el tipus de productes que ha d'utilitzar per a cuidar-los.
Després de l'operació de rentatge, el perruquer pot aplicar diversos tractaments curatius contra malalties o infeccions com la pitiriasi, la seborrea, la pediculosi o l'alopècia.
Tot seguit es fa l'eixutament dels cabells. Després d'un eixutament superficial amb tovallola, el perruquer acompanya al client als eixugadors de casc o utilitza l'eixugador de mà. En qualsevol cas, en aquesta fase es duran a terme les primeres accions per aconseguir el modelat dels cabells d'acord amb el client. Segons el tipus de pentinat el perruquer utilitzarà: 
- Bigudís i pinces per a crear pentinats arrissats o fer la permanent.
- Bigudís calents i difusor per aconseguir uns cabells ondulats.
- pinta moguda en la direcció inversa del naixement dels cabells per al pentinat cardat.

Els perruquers dedicats al gènere femení han de ser formats també per a realitzar aplegar cabells en monyos, o altres tipus de pentinats més elaborats com trenes, tirabuixons, cabelleres voluminoses, etc.
Si el client desitja modificar el color dels cabells, el perruquer l'aconsellarà sobre el to més adequat i aplicarà tint o metxes segons les instruccions del client. També pot aplicar tècniques descolorants per a suavitzar el color dels cabells. Finalment, el perruquer dona volum i fixa els cabells mitjançant laca o un producte similar.
El professional de perruqueria també pot aconsellar, confeccionar o vendre determinats complements com extensions, perruques, postissos o perruquins.

## Eines de perruqueria
Una perruqueria és un local on s'ofereixen diversos serveis estètics, principalment tallar els cabells, però també s'hi solen realitzar altres serveis com afaitat, depilat, manicura, pedicura, etc. Quan es tracta de molts serveis diferents se sol anomenar saló de bellesa.
Algunes de les eines i instruments utilitzats en les perruqueries són les tisores, navalles, el planxador de cabells, els rul·los, l'assecador de mà, l'assecador automàtic, la pinta, el raspall, les pinces, els ganxets, capes de protecció i màquines de tall entre d'altres.
També s'empren productes per als cabells que són necessaris per a cada tipus de cabell com les diferents varietats de xampús i tractaments capil·lars, ampolletes i condicionadors. També hi ha les tintures per al cabell, i els complements extres d'una perruqueria, com són el rentacaps, butaques ajustables, assecadors de pedestal, tovalloles, etc.

## Especialitats

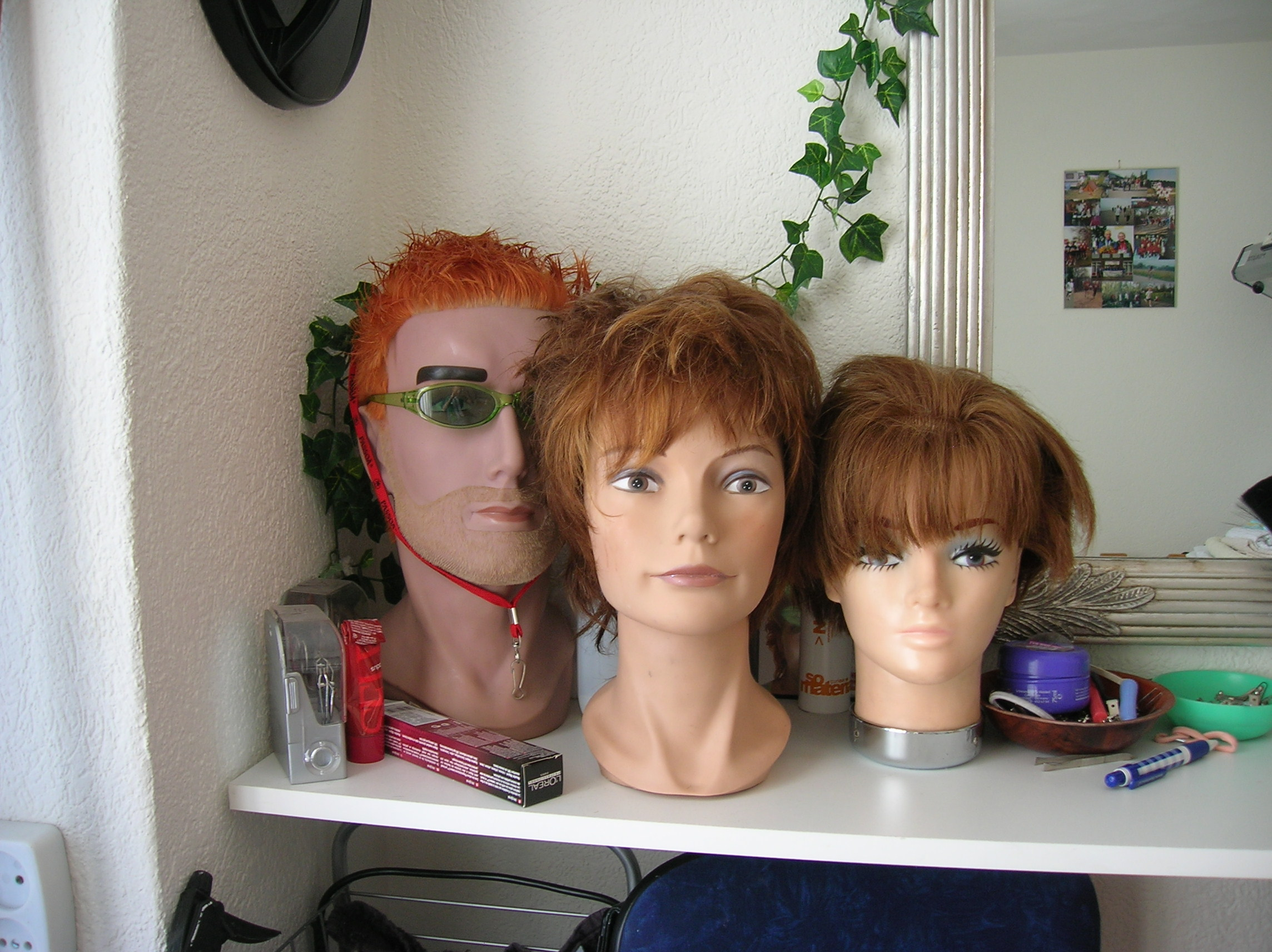
Perruques

- Per les seves especials característiques alguns perruquers estan especialitzats en el tall dels cabells a nens. En aquests casos, les perruqueries solen estar adaptades a aquests particulars clients tant en la seva decoració com en el seu mobiliari. Així, compten amb seients alts que acoblats a les butaques imiten formes d'animals, motos, cotxes, etc. Alguns també disposen de davantals de colors entre els quals poden triar els petits. Per mantenir l'atenció del nen, també és possible projectar pel·lícules de DVD durant el transcurs de l'operació.[2]
- Hi ha perruquers canins que ofereixen sessions de perruqueria a gossos amb finalitats sanitàries i estètiques. Per exercir la professió s'exigeix conèixer les característiques de cada raça i utilitzar el tipus de tallat adequat a aquesta.[3]